# Зіґрід Ландґраф
Зіґрід Ландґраф (нім. Sigrid Landgraf, 7 травня 1959) — німецька хокеїстка на траві.
Срібна призерка Олімпійських Ігор 1984 року.